# Tiroteio em El Paso de 2019
O tiroteio em El Paso de 2019 foi um tiroteio em massa ocorrido em uma loja de departamento Walmart perto do Shopping Cielo Vista em El Paso, Texas, Estados Unidos, em 3 de agosto de 2019, por volta das 10h00, horário local (18h00 UTC). O atirador, Patrick Wood Crusius, matou vinte e três pessoas (vinte no dia do atentado) e feriu outras vinte e duas. Foi condenado em julho de 2023 a 90 prisões perpétuas. 
Este foi o tiroteio em massa com mais mortes nos Estados Unidos em 2019, o sétimo mais mortífero no país desde 1949 e o terceiro mais mortífero da história do estado do Texas.

## Crime
O crime ocorreu em uma loja de departamento Walmart, próximo ao shopping Cielo Vista, no lado leste de El Paso. O atirador, já na localização, ligou seu computador em seu carro e abriu o fórum 8chan, criando um tópico chamado "É HORA", com o link para seu manifesto. Ele então entrou na loja e comprou uma laranja, voltando para o carro para comer ela. Mais tarde, ele voltou para a loja carregando um rifle AK-47 e abriu fogo pouco antes das 10:40 da manhã. 
Uma testemunha ocular alegou que o atirador atirou nos clientes no estacionamento, antes de entrar no Walmart. O gerente da loja emitiu um "Código Marrom"; designando um atirador ativo, para seus funcionários depois de testemunhar o atirador começar a atirar no estacionamento. Muitas testemunhas oculares disseram aos repórteres que eles originalmente acreditavam que o tiroteio fosse devido à construção de um telhado ou fogos de artifício, antes de serem alertados por outros clientes ou funcionários. Para evacuar e se esconder do atirador, muitos clientes e funcionários fugiram para outras lojas no shopping adjacente e esconderam-se debaixo de mesas ou esconderam-se em contêineres que estavam atrás do prédio.    
Os socorristas começaram a chegar cerca de seis minutos após a chamada inicial ao "911", o número de emergência dos Estados Unidos. 

## Vítimas

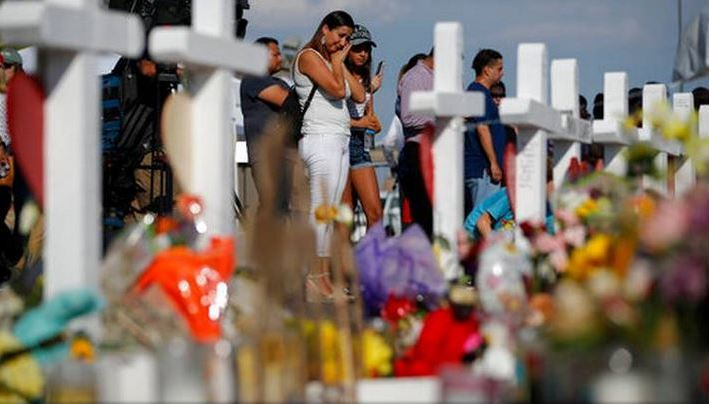
Memorial das vítimas.

23 pessoas morreram no tiroteio e 22 ficaram feridas. Treze vítimas foram levadas para o Centro Médico Universitário de El Paso e outras onze para o Centro Médico Del Sol. Duas crianças foram transferidas do primeiro centro para o Hospital Infantil de El Paso. Os pacientes do Centro Médico Del Sol possuíam entre 35 e 82 anos de idade.   

## Investigações e prisão
O escritório do FBI em El Paso e a Divisão de Campo de Dallas do Departamento de Álcool, Tabaco, Armas de Fogo e Explosivos atuaram no local junto com o Departamento de Segurança Pública do Texas e ouviram testemunhas para tentar identificar o criminoso, que foi preso pelo Texas Rangers num cruzamento. Quando o carro onde ele estava foi parado, após os policias receberem uma denúncia de um veículo sem identificação, Crusius se rendeu com as mãos para cima e disse que era o atirador.  
Ele tinha 21 anos quando foi preso e era morador da cidade de Allen, Texas.
Seguidor da alt-right, antes do crime, Crusius havia publidaco um manifesto anti-imigração no fórum 8chan no qual posicionava-se contra a "mistura de raças" e a "invasão hispânica" no Texas e onde enalteceu o tiroteio na mesquita de Christchurch, acontecido em março antes na Nova Zelândia, com  51 vítimas fatais. Ele também mencionou a teoria da conspiração do genocídio branco. O documento de 2.300 palavras, foi anexado a um post que dizia "eu provavelmente vou morrer hoje" e que estava repleto de linguagem nacionalista branca e de ódio racista contra imigrantes e latinos, culpando os imigrantes e americanos de primeira geração por tirarem vagas de empregos. 

### Motivação
O crime foi motivado pelo ódio extremo do criminoso contra pessoas hispânicas, principalmente mexicanos. 

## Julgamento e pena
Em 8 de julho de 2023, o assassino foi condenado a 90 penas de prisão perpétua. 

## Reações

### Estados Unidos
O presidente Donald Trump foi informado sobre a situação e emitiu uma mensagem via Twitter, dizendo que "os relatórios são muito ruins; há muitos mortos". O governador do Texas, Greg Abbott, chamou o tiroteio de "um ato hediondo e sem sentido de violência". Os principais candidatos democratas a eleição presidencial de 2020 também expressaram condolências pelo corrido e exigiram mais ação no sentido de controle de armas e afirmaram que a retórica do presidente Trump era uma das responsáveis pelo incidente.

### Internacional
O secretário-geral da ONU, António Guterres, condenou "nos termos mais fortes o atentado terrorista contra os latinos no sábado na cidade de El Paso, Texas" e pediu que todos trabalhem juntos para combater a violência nascida do ódio, do racismo e da xenofobia. Recentemente, a ONU lançou um plano de ação para "lutar contra os discursos que incitam o ódio".
O incidente foi mencionado pelo Papa Francisco durante um discurso na Praça de São Pedro em 4 de agosto, no qual ele condenou ataques a pessoas indefesas e disse estar espiritualmente próximo das vítimas, dos feridos e das famílias afetadas pelos ataques que " ensanguentaram o Texas,a Califórnia e Ohio". O tiroteio no Gilroy Garlic Festival aconteceu na Califórnia cerca de uma semana antes do tiroteio em El Paso, enquanto o tiroteio de 2019 em Dayton ocorreu em Ohio menos de 24 horas depois.
Uruguai e Venezuela emitiram alertas de viagem para evitar certas cidades dos Estados Unidos, incluindo Baltimore, Detroit, Albuquerque, Cleveland, Memphis e Oakland, citando "proliferação de atos de violência" e "crescente violência indiscriminada, principalmente por crimes de ódio, incluindo racismo e discriminação". Ambos os países alertaram seus cidadãos para evitar qualquer lugar com grandes multidões, incluindo shoppings, festivais e "qualquer tipo de evento cultural ou esportivo". O Japão emitiu um alerta de viagem similar, aconselhando seus cidadãos a prestar atenção ao potencial de disparos "em todos os lugares" nos EUA, país eles descreveram como uma "sociedade de armas". O presidente Donald Trump ameaçou retaliações contra países e organizações que emitem alertas de viagem nos Estados Unidos por causa da violência armada.